# أدريان إيليس
أدريان إيليس (بالإنجليزية: Adrienne Ellis)‏ مواليد 9 فبراير 1944، هي ممثلة كندية بدأت مسيرتها الفنية عام 1960.

## وصلات خارجية
- أدريان إيليس على موقع IMDb (الإنجليزية)
- أدريان إيليس على موقع كينوبويسك (الروسية)